# Eifersucht (1925)
Eifersucht ist ein deutscher Kammerspiel-Stummfilm von Karl Grune aus dem Jahre 1925. Die Hauptrollen spielen Lya de Putti und Werner Krauß.

## Handlung
Das Ehepaar Marthe und Georges Ménard hat soeben einen Theaterbesuch absolviert, um das neue Stück eines gemeinsamen Freundes, Pierre de Ronceray, anzuschauen. In diesem Stück geht es um eine Dreiecksgeschichte und die große, alles beherrschende Kraft der Eifersucht, die auch diese Protagonisten erfasst. Am Ende des Stücks erwürgt der Ehemann seine der Treulosigkeit verdächtigte Ehefrau. Georges kommt im Anschluss daran mit Pierre ins Gespräch und macht sich ein wenig lustig über diesen, wie er findet, unsinnigen und wenig glaubwürdigen Schluss. Georges behauptet, dass sich kein Mann von Welt in heutigen Zeiten derart aufführen und seiner Frau aus Eifersucht den Hals umdrehen würde. Pierre empfindet diese Kritik Georges‘ als eine Herausforderung und möchte bei diesem Paar ein Experiment wagen: Ist diese angeblich so perfekte Ehe zwischen Marthe und Georges wirklich sicher vor Eifersuchtsanfällen und ihren schlimmen Folgen?
Auch Marthe hat ihre Zweifel bezüglich der vorgeblich vor Eifersucht bewahrenden Vernunft ihres Gatten. Man versucht nun die Probe aufs Exempel. Als erstes lässt sich Marthe Blumen schicken. Niemand kennt den Absender, keiner weiß die Gründe für dieses Präsent. Bei Georges werden erste Zweifel gesät: Was ist, wenn Marthe womöglich einen Liebhaber hat, und er weiß nichts davon? Doch auch bei ihr streut Pierre de Ronceray die Saat des Zweifels aus. Marthe findet in der Taschenuhr ihres Mannes eine kleine, blonde Locke. Diese kann unmöglich der Ehefrau gehören, trägt diese doch eine modische, dunkle Kurzhaarfrisur. Hat ihr Mann also womöglich eine Geliebte? Auch Marthe muss nun feststellen, dass sie nicht frei von Eifersucht ist. Ihr Mann will‘s nun genau wissen, verfolgt seine Gattin bei einem Bummel in die Stadt. Georges sieht, wie Marthe mit einem Kind spricht, das beim Abschied seine Gattin „Mama“ nennt. Ist Marthe womöglich heimlich Mutter? Und wer ist dann der Vater ?
In Georges Ménard kocht nun die Eifersucht hoch, von der er noch einige Zeit zuvor hochtrabend behauptet hat, dass er gegen sie gefeit ist und dass sie eines modernen Mannes in der heutigen Zeit nicht würdig sei. Doch bald erhalten die Zweifel eine merkwürdige Eigendynamik, und die Gefühle kochen bis zur Ekstase hoch. In einem Anfall von ebendieser Eifersucht wirft Georges seine Frau zu Boden und beginnt sie, wie einst der Protagonist in Pierres Theaterstück, zu würgen. Im letzten Augenblick kommt beider Freund, der Stückeschreiber hinzu, greift helfend ein und kann einen Mord aus Leidenschaft verhindern. Nun klärt Pierre Georges und Marthe auf, und beiden wird klar, dass sie Teil eines Experiments gewesen sind. Ihnen wird klar, dass niemand vor Eifersucht völlig gefeit ist, aber auch, dass die Grundlage einer jeden Beziehung, einer jeden funktionierenden Ehe, gegenseitiges Vertrauen sein sollte.

## Produktionsnotizen
Eifersucht passierte die Zensur am 11. September 1925 und wurde am 17. September desselben Jahres im Berliner Uraufführungstheater Kurfürstendamm erstmals gezeigt. Die Länge des Fünfakters betrug 2021 Meter. In Österreich wurde der Film ab dem 12. Februar 1926 unter dem Titel Der Mann, die Frau und der Dritte vertrieben.
Die Bauten stammen von Karl Görge. Walter Lehmann war Aufnahmeleiter. Eugen Schüfftan zeichnete für die Trickfotografie verantwortlich.

## Kritik
„Das sehr feinsinnige Sujet bringt das vielbenützte Dreiecksproblem in heiterer Bearbeitung, die Regie geht stark ins Detail, begnügt sich mit Andeutungen, wo der Vorwurf zu Deutlichkeiten verleiten könnte, und zeichnet sich durchgehends durch ein flottes Tempo aus. Die Darstellung ist vorzüglich, Krauss eine Spitzenleistung, Alexander durch seine Rolle mehr zur Passivität verurteilt. Die Aufmachung ist sauber, die Photos passabel.“